# Utricularia sandersonii
Utricularia sandersonii Oliv., 1867 è una pianta carnivora appartenente alla famiglia Lentibulariaceae, endemica del Sudafrica.

## Descrizione
È una pianta perenne, erbacea ed alta fino a 40 cm.

### Foglie
Le foglie sono lunghe da 3 a 6 cm ed hanno la forma di un cucchiaio ed i margini arrotondati. Sono larghe da 2 a 3 cm.

### Fiori
Fioriscono durante quasi tutto l'anno.
I fiori, in genere 7, sono portati da uno stelo fiorale lungo fino a 5 cm.

## Distribuzione e habitat
Questa specie è endemica del Sudafrica, diffusa nelle Province del Capo e nel KwaZulu-Natal.
È una specie litofita che predilige le pareti rocciose in prossimità delle cascate.

## Usi
Viene coltivata dagli appassionati di piante carnivore anche per la bellezza dei suoi fiori.